# Live in Athens
Live in Athens è un DVD dal vivo del gruppo progressive metal Fates Warning, pubblicato dalla Inside Out Music.

## Il video
Il dvd concerne la ripresa e la registrazione del concerto dei Fates Warning tenutosi il 20 febbraio 2005 in Atene, Grecia, al Gagarin 205. Questo dvd è il primo documento che testimonia del ritorno del chitarrista Frank Aresti, dopo aver lasciato la band nel 1996, nonché del breve periodo del batterista Nick D'Virgilio (Spock's Beard) come membro live dei Fates Warning. In veste di ospite, Kevin Moore (ex-Dream Theater, OSI, Chroma Key, ex-Fates Warning), suona le tastiere in Still Remains. Tra gli extra, vi sono due canzoni dal vivo tratte dall'Headway Festival nei Paesi Bassi, in cui Mike Portnoy (all'epoca, ancora membro dei Dream Theater) accompagna la band alla batteria.
Il filmato è diretto da Alexander Grammatopoulos, il suono è registrato e missato da Bill Metoyer. La copertina ed i disegni sono ad opera dell'artista Ioannis, già noto per la sua collaborazione con la band in album quali Awaken the Guardian e A Pleasant Shade of Gray.

## Contenuti del dvd

### Il concerto
1. One
2. A Pleasant Shade Of Gray Part III
3. Life in Still Water
4. Simple Human
5. Heal Me
6. Pieces of Me
7. Face the Fear
8. Quietus (parte IV di The Ivory Gate of Dreams)
9. Another Perfect Day
10. A Pleasant Shade Of Gray Part XI
11. The Eleventh Hour
12. Point of View
13. Monument
14. Still Remains
15. Nothing Left to Say

### DVD Extras

#### Behind the Scenes
- Excerpts From Bulgarian TV
- Athens Rehearsal
- Athens Soundcheck

#### Holland Headway Festival 2005 (Featuring Mike Portnoy)
- Another Perfect Day
- The Eleventh Hour

## Formazione
- Ray Alder - voce
- Jim Matheos - chitarra
- Frank Aresti - chitarra
- Joey Vera - basso
- Nick D'Virgilio - batteria

### Ospiti
- Kevin Moore – tastiera su Still Remains
- Mike Portnoy – batteria su Another Perfect Day e The Eleventh Hour, all'Holland Headway Festival, 2005